# Herklotsichthys
Herklotsichthys är ett släkte av fiskar. Herklotsichthys ingår i familjen sillfiskar.
Kladogram enligt Catalogue of Life:
| Herklotsichthys | \| \| Herklotsichthys blackburni \| \| \| \| \| \| Herklotsichthys castelnaui \| \| \| \| \| \| Herklotsichthys collettei \| \| \| \| \| \| Herklotsichthys dispilonotus \| \| \| \| \| \| Herklotsichthys gotoi \| \| \| \| \| \| Herklotsichthys koningsbergeri \| \| \| \| \| \| Herklotsichthys lippa \| \| \| \| \| \| Herklotsichthys lossei \| \| \| \| \| \| Herklotsichthys ovalis \| \| \| \| \| \| rödahavssill \| \| \| \| \| \| Herklotsichthys quadrimaculatus \| \| \| \| \| \| Herklotsichthys spilurus \| \| \| \| |
|                 | \| \| Herklotsichthys blackburni \| \| \| \| \| \| Herklotsichthys castelnaui \| \| \| \| \| \| Herklotsichthys collettei \| \| \| \| \| \| Herklotsichthys dispilonotus \| \| \| \| \| \| Herklotsichthys gotoi \| \| \| \| \| \| Herklotsichthys koningsbergeri \| \| \| \| \| \| Herklotsichthys lippa \| \| \| \| \| \| Herklotsichthys lossei \| \| \| \| \| \| Herklotsichthys ovalis \| \| \| \| \| \| rödahavssill \| \| \| \| \| \| Herklotsichthys quadrimaculatus \| \| \| \| \| \| Herklotsichthys spilurus \| \| \| \| |
|                 | Herklotsichthys blackburni |
|                 | |
|                 | Herklotsichthys castelnaui |
|                 | |
|                 | Herklotsichthys collettei |
|                 | |
|                 | Herklotsichthys dispilonotus |
|                 | |
|                 | Herklotsichthys gotoi |
|                 | |
|                 | Herklotsichthys koningsbergeri |
|                 | |
|                 | Herklotsichthys lippa |
|                 | |
|                 | Herklotsichthys lossei |
|                 | |
|                 | Herklotsichthys ovalis |
|                 | |
|                 | rödahavssill |
|                 | |
|                 | Herklotsichthys quadrimaculatus |
|                 | |
|                 | Herklotsichthys spilurus |
|                 | |